# Mycetoporus debilis
Mycetoporus debilis är en skalbaggsart som beskrevs av Mäklin 1847. Mycetoporus debilis ingår i släktet Mycetoporus, och familjen kortvingar. Arten har ej påträffats i Sverige.